# Ummidia zilchi
Ummidia zilchi är en spindelart som beskrevs av Kraus 1955. Ummidia zilchi ingår i släktet Ummidia och familjen Ctenizidae.
Artens utbredningsområde är El Salvador. Inga underarter finns listade i Catalogue of Life.